# Ichthyapus omanensis
Ichthyapus omanensis är en fiskart som först beskrevs av Norman, 1939.  Ichthyapus omanensis ingår i släktet Ichthyapus och familjen Ophichthidae. Inga underarter finns listade i Catalogue of Life.